# Letteratura latina imperiale
L'età della letteratura latina imperiale (anche detta età argentea nella tradizione di studi) è compresa fra il 14 (morte di Augusto) e il 476 (caduta dell'Impero romano d'Occidente).

## Contesto storico e influenze letterarie
Ci troviamo alla fine del periodo augusteo (14 d.C.), dopo la fine della Res publica Romana, le cui istituzioni non furono mai totalmente abolite, ma semplicemente persero il potere effettivo a vantaggio dell'imperatore. Nei cinque secoli successivi si alternarono due fasi caratterizzate da forme di organizzazione e legittimazione del potere imperiale profondamente diverse, il Principato e il Dominato; oltre ad una divisione dell'impero in due parti, la parte occidentale che cessò di esistere nel 476, l'altra che si perpetuò per ancora un millennio in quell'entità nota come Impero bizantino.
La vita politica, economica e sociale durante i primi secoli dell'Impero gravitava attorno all'Urbe. Roma era la sede dell'autorità imperiale e dell'amministrazione, principale luogo di scambio commerciale tra Oriente e Occidente, oltre ad essere di gran lunga la più popolata città del mondo antico con circa un milione di abitanti; per questo migliaia di persone affluivano quotidianamente nella capitale via mare e via terra, arricchendola di artisti e letterati provenienti da tutte le regioni dell'Impero.
Esisteva una netta differenza tra il vivere a Roma o nelle province: gli abitanti della capitale godevano di privilegi ed elargizioni, mentre il peso fiscale si riversava più pesantemente sulle province. Anche tra città e campagna, ovviamente tenendo conto del ceto sociale, la qualità di vita era migliore e più agiata per i cittadini, che usufruivano di servizi pubblici come terme, acquedotti, teatri e circhi.
Dall'epoca di Diocleziano, Roma perse il suo ruolo di sede imperiale a favore di altre città (Milano, Treviri, Nicomedia e Sirmio), restando, però, capitale dell'Impero, fino a quando, nel corso del V secolo, si andò sempre più imponendo Costantinopoli (la Nova Roma voluta da Costantino), anche grazie ai mutati rapporti di forza tra un Oriente ancora prospero e un Occidente in balia delle orde barbariche e sempre più prostrato dalla crisi economica, politica e demografica.
Dopo la crisi che paralizzò l'Impero nei decenni centrali del III secolo, le frontiere si fecero più sicure a partire dal regno di Diocleziano (284-305), il quale introdusse profonde riforme nell'amministrazione e nell'esercito. L'Impero poté così vivere ancora un periodo di relativa stabilità fino almeno alla battaglia di Adrianopoli (378) e, in Occidente, fino ai primi anni del V secolo, quando si produsse una prima, pericolosa incursione da parte dei Visigoti di Alarico (401-402) cui seguirono altre che culminarono nel celebre sacco di Roma del 410, avvertito dai contemporanei (Sofronio Eusebio Girolamo, Agostino d'Ippona) come un avvenimento epocale e, da alcuni, perfino come la fine del mondo. Gli ultimi decenni di vita dell'Impero romano d'Occidente (quello d'Oriente sopravviverà, come si è detto, per un altro millennio) furono vissuti in un clima apocalittico di morte e di miseria dalla popolazione di molte regioni dell'Impero, falcidiata da guerre, carestie ed epidemie. La conseguenza finale fu la caduta della stessa struttura imperiale.

## Lingua
Il latino volgare include tutte le forme tipiche della lingua parlata che, quindi, proprio per tale natura erano più facilmente influenzabili da cambiamenti linguistici e da influssi derivati da altre lingue. La lingua latina sviluppatasi, cresciuta e diffusasi con Roma e la sua statalità nell'Impero, era divenuta col tempo la lingua di una minoranza elitaria, del ceto amministrativo mercantile e dei letterati, ben lontana dalla lingua parlata quotidianamente da tutte le genti a tutti i livelli sociali.
Diverse, infatti, erano le lingue dei popoli o volgo che restavano radicate a lingue o parlate preesistenti al latino e più o meno influenzate dalla lingua di Roma. Quindi la lingua latina, benché si fosse diffusa in tutto il territorio occupato da Roma subendo, e imponendo a sua volta, influenze secondo i territori, risultava essere più una lingua franca e, per certe genti, una lingua modello da imitare, un esempio di lingua culturalmente elevata. In Oriente, quindi, la presenza di una cultura greca molto forte fu ostacolo al radicarsi del latino, mentre in territori come la Gallia, la Dacia e l'Iberia la lingua latina influenzò significativamente le parlate locali.
Una distinzione tra latino letterario e latino volgare non è applicabile ai primi tre secoli di storia romana, quando le necessità della vita avevano forgiato una lingua non del tutto formalizzata dal punto di vista grammaticale. Si può infatti dire che i documenti latini più antichi riflettono molto da vicino o corrispondono del tutto alla lingua parlata all'epoca in cui furono redatti. Le prime opere letterarie in latino compaiono nella seconda metà del III secolo a.C. e riflettono un'importante evoluzione, effettiva sia sul piano lessicale sia sul piano grammaticale, che corrisponde all'espandersi dell'influenza di Roma.
I popoli vinti dai Romani appresero la lingua dei dominatori e questa si sovrappose alle parlate locali. Inversamente, il latino accolse elementi dialettali, italici e non, configurandosi come "latino volgare": la lingua parlata si contrappone così alla lingua scritta, depurata da forestierismi o da elementi dialettali, formalizzata sintatticamente e grammaticalmente, fornita di un lessico controllato.
Con sermo provincialis ("lingua degli abitanti delle province"), o anche sermo militaris ("gergo militare"), sermo vulgaris ("lingua volgare, del volgo") o sermo rusticus ("lingua rustica, campagnola, illetterata"), si indica comunemente il modo di riferirsi dei dotti latini alle parlate delle Province romane fino al II secolo d.C. Nelle Province, infatti, non si parlava il latino classico, ma un latino, differente da zona a zona, che aveva subito gli influssi particolari della regione in cui era stato importato. Tali modifiche agivano sia a livello fonetico (ad esempio, nelle aree in cui, prima dell'arrivo del latino, erano utilizzate lingue celtiche, era rimasta, anche una volta adottata la lingua di Roma, la presenza della U "turbata", ossia pronunciata come nel francese moderno o in alcune aree del Nord-Italia) che lessicale (per esempio, nelle parlate volgari si tende a servirsi di metafore concrete piuttosto che di vocaboli neutri: si usa testa, ossia "vaso di coccio a forma di testa umana", al posto del latino caput), ed erano sostanzialmente dovute al sostrato, appunto lo strato linguistico precedente al latino.

## Produzione

### Favolistica
Il primo favolista latino, fu Fedro (15 a.C. circa-50 d.C.). Rappresentò una voce isolata della letteratura latina, rivestendo un ruolo poetico subalterno in quanto la favola non era considerata (analogamente ad oggi) un genere letterario "alto" anche se possedeva un carattere pedagogico e un fine morale. Fedro riconosce la propria dipendenza dall'opera di Esopo, dando tuttavia alle sue favole maggiore dignità letteraria, riscrivendole in versi senari. Le favole di Fedro hanno un doppio scopo: divertire il lettore, con scene di carattere comico, ma di suggerire anche "saggi consigli" per vivere.

### Grammatica, filologia e discipline erudite
All'interno delle scuole si conservano i lasciti della cultura romana antica. Qui si concentrano, dunque, i contributi degli scrittori pagani, eredi della lunga storia letteraria latina. La preservazione dei testi linguistici e letterari antichi avviene tramite la compilazione di vaste enciclopedie del sapere, come la grammatica di Flavio Sosipatro Carisio autore di un'Ars grammatica in cinque libri, grazie alla quale si sono conservate diversi frammenti di opere latine. Altri autori si dedicarono al commento dei classici e alla cura delle edizioni delle opere più importanti di Marziale, Giovenale, Apuleio, eccetera; i Simmachi e i Nicomachi si occuparono di curare l'edizione delle Storie di Tito Livio.
La più importante opera enciclopedica è però quella di Nonio Marcello, la De compendiosa doctrina, in venti libri. I primi tredici libri si occupano principalmente di aspetti linguistici e letterari, gli ultimi sette di antiquaria (navi, utensili domestici, abbigliamento, alimentazione). Nella prima parte Nonio tratta di diversi lemmi, usando come esempi brani tratti da autori latini di tutte le epoche: Livio Andronico, Nevio, Ennio, Pacuvio, Accio, Turpilio, Titinio, Afranio, Pomponio, Novio, Laberio, Varrone, Quadrigario, Sisenna, Sallustio. Nella maggior parte dei casi, si tratta di opere conservatesi proprio grazie alle citazioni di Nonio.
Elio Donato, il maggiore dei grammatici del IV secolo e maestro di Sofronio Eusebio Girolamo, compose un trattato di grammatica intitolato Ars minor, sulle otto parti del discorso, e un altro intitolato Ars maior, su temi avanzati di stilistica e metrica; si tratta dei testi su cui gli allievi studiarono il latino fino al Medioevo. Sempre Donato compose un commento a Virgilio, di cui si sono conservati silo la Vita Vergilii, basata su Svetonio, e un'introduzione alle Bucoliche; un commento a Terenzio, quasi completo, con annotazioni stilistiche ed erudite.
Un discepolo di Elio Donato fu Servio Mario Onorato, al quale è attribuito un commento di Virgilio, detto Servius minor, contenente notizie sulla composizione, considerazioni stilistiche e grammaticali, comparazioni esegetiche tra diversi manoscritti. Questa edizione fu ampliata tra il VII e l'VIII secolo da un anonimo con l'inserimento di materiale di Donato e poi pubblicata nel XVII secolo dall'umanista francese Pierre Daniel, da cui il nome di Servius auctus o Servius Danielinus. Anche Tiberio Claudio Donato compose un commento all'opera maggiore di Virgilio intitolato Interpretationes Vergilianae.
Di estremo interesse la figura di Ambrogio Teodosio Macrobio, un autore variamente collocato tra il IV e il V secolo, il quale compose i Saturnali. Si tratta di un'opera ambientata nel periodo dei Saturnali (17-19 dicembre) dell'anno 384. Un gruppo di esponenti dell'aristocrazia e della cultura pagana romana (tra cui Vettio Agorio Pretestato, Virio Nicomaco Flaviano, Quinto Aurelio Simmaco, Servio e Ausonio) si incontrano per un convivio e discutono di problemi religiosi, ricordano motti di spirito degli antichi, e, soprattutto discutono e ammirano Virgilio come modello di stile e dispensatore di informazioni antiquarie. Frutto dell'interesse di Macrobio per la filosofia neo-platonica è invece il commento al Somnium Scipionis di Cicerone, in cui Macrobio presenta un'interpretazione allegorica e mistica di un brano dell'ultimo libro del De re publica; proprio grazie alla fortuna dell'opera macrobiana questo libro, che in antichità era copiato assieme al commento, si è conservato.
Secondarie ma comunque di una certa rilevanza sono invece le opere di carattere scientifico. Tra queste la Medicina Plinii, rielaborazione della Naturalis historia di Plinio il Vecchio; la Mulomedicina Chironis, opera veterinaria anonima, e la Mulomedicina di Flavio Vegezio Renato, autore del trattato di arte bellica Epitome rei militaris; l'Opus agriculturae di Rutilio Tauro Emiliano Palladio. Opere geografiche sono invece l''Itinerarium Antonini, l'Itinerarium Hierosolymitanum e la Peregrinatio Aetheriae (o Itinerarium Egeriae), importante anche per la commistione linguistica tra latino di alto livello e latino parlato.

### Letteratura cristiana

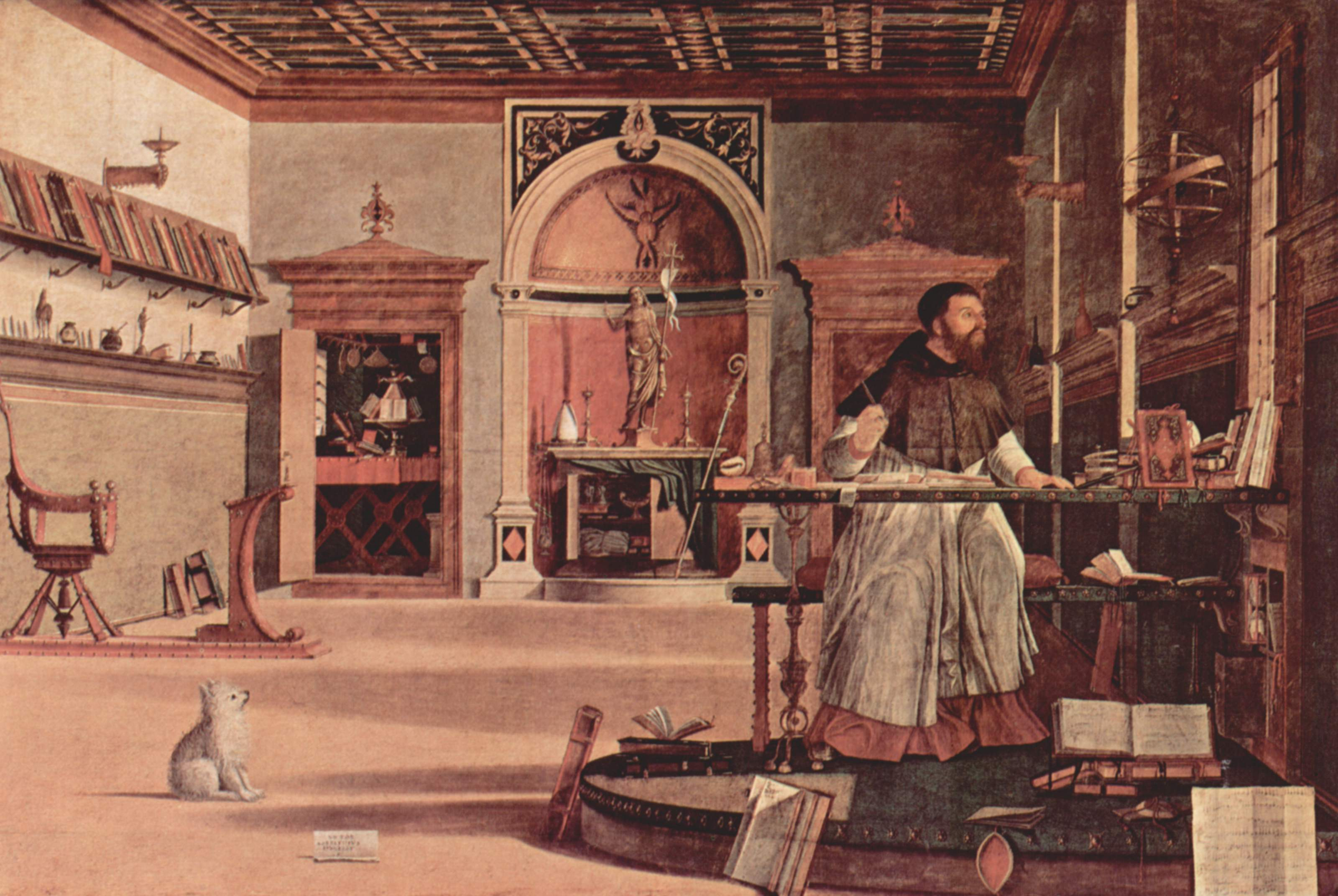
Vittore Carpaccio, Sant'Agostino nello studio (1502)

Grande sviluppo ebbe in Occidente, a cavallo fra il IV e V secolo, il pensiero teologico e filosofico dei padri della chiesa di lingua latina su cui primeggiano tre grandi personalità: Ambrogio da Milano (morto nel 397), Sofronio Eusebio Girolamo (347-420) e Agostino d'Ippona (354-430).
Il primo, di Treviri, diede uno straordinario impulso al progressivo affrancamento della Chiesa di Roma dal potere imperiale, grazie anche al rapporto privilegiato che intrattenne con Teodosio I e, alla morte di questi con il reggente Stilicone. La sua produzione è molto vasta e comprende scritti di carattere esegetico, ascetico e dogmatico, oltre a numerosi discorsi, epistole ed inni. Egli fu infatti il fondatore della innografia in lingua latina di contenuto religioso. San Girolamo, originario di Stridone, città posta fra la Pannonia e la Dalmazia fu uno dei maggiori eruditi del suo tempo. Fu lui a tradurre il Vecchio Testamento dall'originale ebraico in latino. La sua traduzione, la celebre Vulgata, diffusissima durante tutta l'età medioevale, fu l'unica ad essere riconosciuta ufficialmente dalla Chiesa durante il Concilio di Trento (1545-1563).
Girolamo è anche ricordato per il De viris illustribus, raccolta di notizie, dati biografici, riflessioni sugli autori cristiani più significativi dei primi quattro secoli dell'era volgare. Nell'Occidente romano visse ed operò infine il filosofo e teologo che probabilmente influenzò maggiormente, insieme a Tommaso d'Aquino, la storia del Cristianesimo: Agostino di Ippona.
Nativo di Tagaste, in Numidia, Agostino soggiornò per alcuni anni prima a Roma, poi a Milano, dove ebbe modo di conoscere Ambrogio e ricevere dalle sue mani il battesimo (387). Tornato in Africa, fu ordinato sacerdote (391) e nominato successivamente Vescovo di Ippona. In questa città, assediata dalle orde vandale, Agostino si spense nel 430. Della sua enorme produzione vanno segnalate le Confessiones, capolavoro indiscusso di tutta la memorialistica in lingua latina (redatte nel 397 - 398) e la De Civitate Dei nata per difendere i cristiani dalle accuse rivolte ad essi di essere stati i responsabili del sacco di Roma del 410. L'opera si dilatò nel corso degli anni (413 - 427) fino ad includere i temi più svariati (filosofia, diritto, metafisica, ecc.) divenendo una vera e propria Summa Teologica del grande pensatore africano.
Profondamente influenzato da Agostino fu il sacerdote iberico Orosio (attivo fino al 420 circa), che gli fu anche amico oltre che compagno di fede. Orosio scrisse su invito di Agostino le Historiarum adversus paganos libri septem (418) lungo resoconto storico-teologico che da Adamo giunge fino all'anno 417 e che si impernia sul concetto di provvidenza, caro al vescovo di Ippona.

### Oratoria

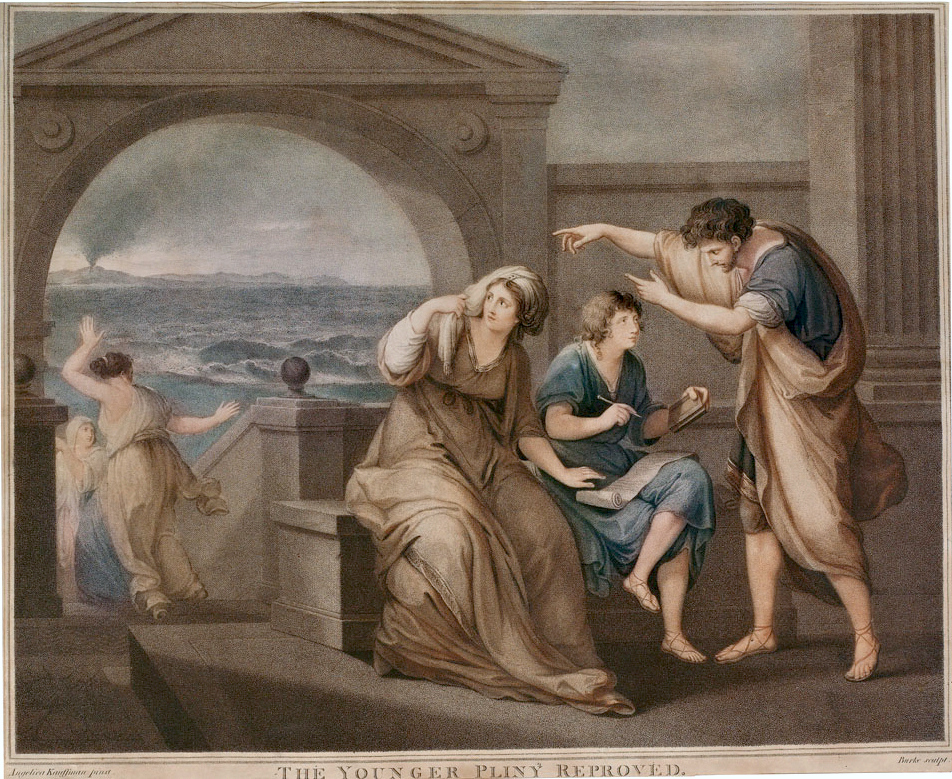
Rappresentazione di Plinio il Giovane da un quadro di Thomas Burke (1749–1815).

La forma oratoria più fiorente nella tarda antichità è quella del panegirico, a partire da quello di Plinio il Giovane (fine del I secolo). Si trattava di discorsi elogiativi rivolti agli imperatori da parte degli oratori e commissionati spesso da comunità che richiedevano all'imperatore degli interventi: sebbene il carattere propagandistico sia ovviamente preponderante, le scelte degli attributi imperiali da elogiare erano però dettate dallo scopo di convincere sia l'imperatore che gli altri ascoltatori a concordare sulla scala di valori proposta da chi commissionava il panegirico. Per gli studiosi moderni, inoltre, i panegirici sono preziose fonti di informazione sulle politiche imperiali, sulle biografie dei sovrani e sui singoli eventi che calamitavano l'attenzione dei sudditi; spesso si tratta, anzi, delle sole fonti per diversi di questi eventi. Infine, attraverso i panegirici è possibile comprendere gli stili e le tematiche delle scuole oratoriche della tarda antichità, e dunque l'ambiente culturale in cui si formavano le classi dirigenziali romane del IV e del V secolo. La principale raccolta di panegirici prende il nome di Panegyrici Latini e fu composta tra la fine del IV e l'inizio del V secolo in Gallia. Comprende dodici panegirici composti tra la fine del III secolo (panegirico a Massimiano) alla fine del IV (a Teodosio I); unica eccezione il panegirico composto da Plinio il Giovane e indirizzato a Traiano.
Tra gli oratori di questa epoca è figura di spicco Quinto Aurelio Simmaco (340 circa-403 circa), membro dell'aristocrazia senatoria pagana, che ricoprì cariche di rilievo sotto diversi imperatori. Di lui si sono conservate: otto orazioni, di cui tre panegirici agli imperatori Valentiniano e Graziano e cinque orazioni lette dinanzi al Senato; circa cinquanta lettere ufficiali inviate durante la sua prefettura e raccolte sotto il nome di Relazioni, tra cui la famosa relazione III, in cui Simmaco espone il punto di vista pagano sulla disputa per la rimozione dell'altare della Vittoria dal Senato che lo vide opposto ad Ambrogio da Milano; dieci libri di Lettere, che conservano la sua corrispondenza con personaggi del calibro di Vettio Agorio Pretestato, Virio Nicomaco Flaviano, Ausonio e Ambrogio da Milano.

### Storiografia
La storiografia continuò a fiorire anche nel Tardo Impero, in modo particolare nel IV e V secolo, giungendo ad interessare anche gli strati alti della società romana: ad esempio è noto che Virio Nicomaco Flaviano scrisse un'opera intitolata Annales, andata persa.
Sesto Aurelio Vittore scrisse il Liber de Caesaribus, in cui trattava delle vite degli imperatori romani da Augusto a Costanzo II in uno stile che unisce la trattazione annalistica di Tito Livio e quella biografica di Svetonio. In relazione a questa opera sono da collocare altre due opere, la Origo gentis Romanae (che tratta della storia romana da Saturno a Romolo) e il De viris illustribus (che si occupa del periodo tra Proca re di Alba Longa e Marco Antonio e Cleopatra); queste tre opere, sebbene di autori differenti, formano un trittico che copre tutta la storia romana.
Un'opera del genere non rispondeva, però, all'esigenza di fornire alle classi sociali superiori di uno strumento agile e di facile consultazione che le mettesse a conoscenza della storia romana: a questo genere di lettore è indirizzato il Breviarium ab urbe condita di Eutropio, che condensa in dieci agili libri la storia romana dalla fondazione fino a Valente (cui fu dedicata). Nella stessa ottica va visto il processo di condensazione della monumentale opera di Tito Livio, che avviene proprio in questo periodo.
Altra opera storiografica di una certa importanza è la Historia Augusta: si tratta di una continuazione delle Vitae di Svetonio, che tratta le biografie degli imperatori da Nerva a Diocleziano escluso (sebbene manchino le vite di Nerva e Traiano, oltre ad alcuni imperatori minori del III secolo). L'opera si presenta come scritta da diversi autori dell'epoca di Diocleziano e Costantino, ma la filologia moderna ne mette in dubbio questa attribuzione, fino ad ipotizzare la mano di un singolo autore di tarda età, forse all'epoca dell'imperatore Giuliano o di Simmaco, dato l'orientamento filo-pagano e anti-cristiano. Sebbene contenga molto materiale falso e molti pettegolezzi, si tratta nondimeno di una fonte preziosa per il II e il III secolo: per alcuni imperatori è addirittura l'unica fonte storiografica conservatasi.
Ma lo storico principale di questa epoca è senza dubbio Ammiano Marcellino, autore delle Res gestae libri XXXI, che iniziava con la trattazione del regno di Nerva (a completamento dunque dell'opera di Tacito), ma di cui si sono conservati solo i libri che vanno dal 353 al 378. Ammiano si concentra sul regno di Giuliano, cui dedica più capitoli che agli altri imperatori, e ha il pregio di essere stato testimone diretto di alcuni eventi di cui parla, grazie alla sua carriera militare e diplomatica.
Di carattere differente sono le storie romanzate, che rielaborano originali greci e trattano di storie fantastiche relative al ciclo troiano o alle imprese di Alessandro Magno. Al primo genere appartiene l'opera Ephemeris belli Troiani di Lucio Settimio, al secondo la Historia Alexandri Magni. Di argomento differente è l'elaborata Historia Apollonii regis Tyrii.

## Autori delperiodo argenteo o imperiale
Il periodo imperiale, chiamato anche argenteo, viene suddiviso in numerosi sotto-periodi a loro volta raggruppabili in:

### Periodo alto imperiale

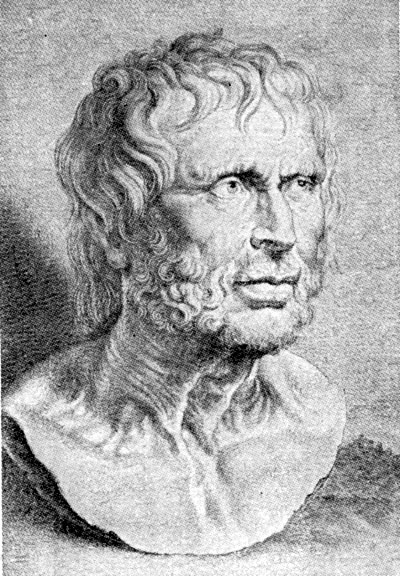
Il filosofo stoico Seneca. Fu uno dei letterati più importanti di questo periodo. Egli non scrisse solo opere filosofiche (i dialogi, i trattati...) ma anche delle epistole, un'opera satirica e diverse tragedie, oltre a qualche epigramma.

In questo periodo i rapporti tra letterati e imperatori non sempre furono ottimi. Basti pensare alla vita del filosofo stoico Seneca che non ebbe mai buoni rapporti con gli Imperatori, Caligola lo voleva uccidere, Claudio lo esiliò (e Seneca si vendicò prendendosi gioco di lui nella satira Apokolokyntosis) e Nerone (che era stato pure suo allievo) lo condannò a morte per aver congiurato contro di lui, oppure all'età di Domiziano. L'Imperatore Domiziano perseguitò infatti letterati e filosofi, che furono ben felici quando il tiranno morì e venne sostituito dai buoni princeps Nerva (96-98) e Traiano (98-117), che restaurarono l'antica libertas, e esaltarono i due nuovi imperatori nei loro componimenti condannando invece la tirannia di Domiziano (per esempio Plinio il giovane nel Panegirico di Traiano e Tacito nella prefazione dell'Agricola).
Mentre il teatro latino conobbe un periodo di decadenza (l'unico autore teatrale di rilievo fu Seneca con le sue tragedie), altri generi (come la satira e la storiografia latina) attraversavano un periodo di splendore. La satira, genere che si prendeva gioco con il risum delle persone che si comportavano male, attraversò un periodo di grande splendore con grandi autori come Persio e Giovenale. Essi però, piuttosto che fare attacchi personali (cosa alquanto rischiosa, in quanto le persone prese di mira, essendo potenti, potevano vendicarsi), condannavano per lo più i vizi e non le persone, con lo scopo pedagogico di far capire al lettore di non seguire l'esempio delle persone viziate presenti nella satira.
Anche la storiografia conobbe grande successo con autori come Tacito. La storiografia rientra in un certo senso nel genere encomiastico nel senso che narrando le conquiste territoriali fatte dai romani nei secoli e nei decenni precedenti in questo modo si esaltava la grandezza di Roma. Ciò non significa però che gli storiografi latini non critichino talvolta per il loro atteggiamento i romani e i loro imperatori, soprattutto gli imperatori tiranni. Gli storiografi latini spesso si ispiravano alle opere di Sallustio, soprattutto per la selettività degli avvenimenti da narrare.
La filosofia ebbe come suo maggiore esponente il filosofo stoico Seneca, mentre l'oratoria attraversò un periodo di decadenza. Secondo l'oratore Quintiliano (autore tra l'altro dell'Institutio oratoria, la formazione dell'oratore) ciò era dovuto al fatto che non c'erano più buoni insegnanti e che per riprendersi da questa decadenza bisognava ritornare a Cicerone, da lui considerato il più grande oratore e in quanto tale il modello da prendere ad esempio. Per Tacito invece la decadenza dell'Oratoria era dovuta all'istituzione del principato. Infatti ciò che alimentava la "fiamma" dell'oratoria erano le lotte politiche; ora che il potere era di uno solo e non vi erano quindi più lotte politiche, l'oratoria necessariamente è decaduta.
Un altro genere importante della letteratura di quei tempi è l'epistolografia. Tra le epistole più celebri del periodo argenteo ricordiamo quelle di Seneca e Plinio il giovane. Le epistole di Seneca vennero scritte negli anni conclusivi della sua vita, quando, abbandonata la vita politica, decise di dedicarsi alla vita contemplativa, e erano indirizzate a Lucilio, che, oltre a essere amico di Seneca, era anche governatore della Sicilia. Seneca in queste epistole tenta di insegnare a Lucilio come raggiungere la virtù, cosa che Seneca stesso, come afferma proprio nelle epistole, non è ancora riuscito a raggiungere.
Inoltre Seneca in queste epistole tenta di convincere (con successo) l'amico a abbandonare la vita politica e a dedicarsi alla vita contemplativa. Le epistole di Plinio il giovane erano epistole letterarie (cioè scritte appositamente per la pubblicazione) e tentano di rispettare la varietas degli argomenti per non annoiare il lettore. I primi nove libri descrivono la vita quotidiana a Roma mentre il decimo e ultimo libro è molto importante per gli storici perché contiene il carteggio tra Plinio (all'epoca governatore della Bitinia) e l'imperatore Traiano che ci fa capire quali erano le relazioni tra imperatori e governatori.
In questo periodo si diffuse il romanzo, che era un genere di origine greca. Il primo autore di romanzi di rilievo fu Petronio, che forse era l'arbitro dell'eleganza di Nerone. Egli scrisse il Satyricon, un romanzo parodistico che narrava la storia d'amore pederasta tra Encolpio e Gitone parodiando in questo modo i romanzi greci che narravano spesso di storie d'amore. Altro autore di rilievo fu Apuleio, autore delle Metamorfosi, un romanzo che narra la storia di un giovane che viene trasformato in asino e per tornare normale doveva mangiare un particolare tipo di rose.

#### Principali autori del periodo
- Aulo Cremuzio Cordo (morto nel 25 d.C.), storico;
- Marco Velleio Patercolo (19 a.C. – 31 d.C.) ufficiale militare di carriera, storico;
- Valerio Massimo (I secolo d.C.), retore;
- Masurio Sabino (I secolo d.C.), giurista;
- Fedro (15 a.C. circa – 50 d.C.), favolista;
- Gaio Giulio Cesare Claudiano Germanico (15 a.C. – 19 d.C.), della dinastia giulio-claudia, erede al principato, traduttore;
- Aulo Cornelio Celso (25 a.C. – 50 d.C.), medico e enciclopedista;
- Quinto Curzio Rufo (I secolo), storico;
- Cornelio Bocco (I secolo), storico naturale;
- Pomponio Mela (I secolo), geografo;
- Lucio Anneo Seneca (4 a.C. – 65 d.C.), educatore, consigliere imperiale, filosofo, letterato;
- Tito Calpurnio Siculo (I secolo), poeta;
- Marco Valerio Probo (I secolo), critico letterario;
- Tiberio Claudio Cesare Augusto Germanico (10 a.C. – 54 d.C.), Imperatore romano, letterato e pubblico ufficiale;
- Gaio Svetonio Paolino (I secolo), generale e storico;
- Lucio Giunio Moderato Columella (4–70), ufficiale militare e agronomo;
- Quinto Asconio Pediano (9 a.C. – 76 d.C.), storico e grammatico;
- Gaio Musonio Rufo (I secolo), filosofo stoico;
- Quinto Marcio Barea Sorano (I secolo), magistrato imperiale;
- Gaio Plinio Secondo (23–79), magistrato imperiale e enciclopedista;
- Gaio Valerio Flacco (I secolo), poeta;
- Tiberio Cazio Asconio Silio Italico (25–101), poeta;
- Gaio Licinio Muciano (I secolo), generale e letterato;
- Gaio Petronio Arbitro (27–66), cortigiano e satirista;
- Lucillio (I secolo), poeta;
- Aulo Persio Flacco (34–62), satirista;
- Marco Fabio Quintiliano (35–100), retore;
- Sesto Giulio Frontino (40–103), ingegnere e scrittore;
- Marco Anneo Lucano (39–65), poeta e storico;
- Publio Giovenzio Celso (fine del I ed inizi del II secolo), consigliere imperiale e giurista;
- Emilio Asper (I e II secolo), grammatico e critico letterario;
- Marco Valerio Marziale (38/41–102/104), poeta;
- Publio Papinio Stazio (45–96), poeta;
- Gaio Plinio Cecilio Secondo (61–112), procuratore, magistrato e corrispondente;
- Decimo Giunio Giovenale (I e II secolo), satirista;
- Velio Longo (I e II secolo), grammatico e critico letterario;
- Flavio Capro (I e II secolo), grammatico;
- Publio Cornelio Tacito (56–117), ufficiale imperiale, storico;
- Gaio Svetonio Tranquillo (70/75 – dopo il 130), biografo, storico;
- Publio Anneo Floro (I e II secolo), poeta, retore e probabile autore dell'epitome di Livio;
- Quinto Terenzio Scauro (II secolo), grammatico e critico letterario;
- Marco Giuniano Giustino (II secolo), storico;
- Salvio Giuliano (115–148), giurista;
- Sesto Pomponio (II secolo), giurista;
- Aulo Gellio (125 – after 180), grammatico e antiquario;
- Lucio Apuleio (123/125–180), scrittore e oratore;
- Marco Cornelio Frontone (100–166/169), avvocato e grammatico;
- Sulpicio Apollinare (II secolo), educatore e commentatore letterario;
- Granio Liciniano (II secolo), scrittore;
- Gaio (110–80 AD), giurista;
- Lucio Volusio Meciano (II secolo), educatore e giurista;
- Marco Aurelio (121–180), imperatore romano, filosofo stoico, scrittore in lingua greca (ultimo tra i classicisti).

### Periodo tardo imperiale
Convenzionalmente il periodo "tardo-antico" si fa cominciare dall'inizio del IV secolo (ascesa di Costantino) ma, dal momento che per buona parte del III secolo (anarchia militare, avvento di Diocleziano e divisione dell'Impero) si possono riscontrare "in nuce" i tratti che caratterizzeranno i secolo seguenti, non è errato considerare la seconda parte del III secolo come inizio di quel periodo che gli storici definirono "tardo antico". Soprattutto è ormai da rigettare completamente il giudizio di valore per cui tale epoca debba essere definita come un periodo di "decadenza". Le correnti storiografiche più moderne (e non solo) hanno dato piena dignità a tale periodo storico rilevandone i tratti di continuità con le epoche precedenti e definendone i caratteri distintivi, che fanno di quest'epoca un periodo di transizione di estrema importanza per la storia europea successiva.
Alla fine del IV secolo, e per molti secoli a venire, Roma era ancora un prestigioso punto di riferimento ideale non solo per l'Occidente, ma anche per l'Oriente. Si ha quasi l'impressione che la sua perdita di importanza politica, definitivamente sancita già in epoca tetrarchica, le avesse quasi assicurato un ruolo di simbolo "sovranazionale" di Impero al tramonto. Alcuni grandi uomini di cultura di origine greco-orientale sentirono questo richiamo e scelsero il latino come lingua di comunicazione. È il caso dello storico greco-siriano Ammiano Marcellino, che decise, dopo un lungo periodo di militanza come ufficiale dell'esercito, di trasferirsi a Roma, dove morì attorno all'anno 400. Nella Città Eterna scrisse il suo capolavoro Rerum gestarum libri XXXI, pervenutoci purtroppo in forma incompleta. Quest'opera, serena, imparziale, vibrante di profonda ammirazione per Roma e la sua missione civilizzatrice, costituisce un documento di eccezionale interesse, dato il delicato e tormentato momento storico preso in esame (dal 354 al 378, anno della battaglia di Adrianopoli).
Anche l'ultimo grande poeta pagano, il greco-egizio Claudiano (nato nel 375 circa), adottò il latino nella maggior parte dei suoi componimenti (la sua produzione in greco fu senz'altro meno significativa) decidendo di passare gli ultimi anni della sua breve esistenza a Roma, dove si spense nel 404. Spirito eclettico ed inquieto, trasse ispirazione, nella sua vasta produzione tesa a esaltare Roma e il suo Impero, dai grandi classici latini (Virgilio, Lucano, Ovidio ecc.) e greci (Omero e Callimaco). Fra i letterati provenienti dalle province occidentali dell'Impero non possiamo dimenticare il gallo-romano Claudio Rutilio Namaziano, che nel suo breve De reditu (417 circa) rese un vibrante e commosso omaggio alla città di Roma che egli era stato costretto a lasciare per tornare nella su terra di origine, la Gallia.
L'ultimo grande retore che visse ed operò in questa parte dell'Impero fu il patrizio romano Simmaco spentosi nel 402. Le sue Epistulae, Orationes e Relationes ci forniscono una preziosa testimonianza dei profondi legami, ancora esistenti all'epoca, fra l'aristocrazia romana ed una ancor viva tradizione pagana. Quest'ultima, così ben rappresentata dalla vigorosa e vibrante prosa di Simmaco, suscitò la violenta reazione del cristiano Prudenzio che nel suo Contra Symmachum stigmatizzò i culti pagani del tempo. Prudenzio è uno dei massimi poeti cristiani dell'antichità. Nato a Calagurris in Spagna, nel 348, si spense attorno al 405, dopo un lungo e travagliato pellegrinaggio fino a Roma. Oltre al già citato Contra Symmachum, è autore di una serie di una serie componimenti poetici di natura apologetica o di carattere teologico fra cui una Psychomachia (Combattimento dell'anima), una Hamartigenia (Genesi del Peccato) ed un Liber Cathemerinon (Inni da recitarsi giornalmente).

#### Principali autori del periodo
- Domizio Ulpiano (170 – 228), giurista e ufficiale imperiale;
- Giulio Paolo Prudentissimo (II e III secolo), giurista e ufficiale imperiale;
- Elio Marciano (II e III secolo), giurista;
- Erennio Modestino (III secolo), giurista;
- Marco Minucio Felice (III secolo), apologista cristiano;
- Sesto Giulio Africano (III secolo), storico cristiano;
- Lucio Ampelio (III o IV secolo), educatore;
- Censorino (III secolo), storico, saggista;
- Quinto Gargilio Marziale (III secolo), orticoltore, farmacologo;
- Erodiano (170 – 240), storico;
- Gaio Asinio Quadrato (III secolo), storico;
- Quinto Settimio Fiorente Tertulliano (160 – 220), "padre della letteratura latina cristiana", apologista;
- Tascio Cecilio Cipriano (about 200 – 258), retore, apologista e vescovo di Cartagine, martire e santo;
- Novaziano (200 – 258), teologo cristiano;
- Quinto Sereno Sammonico (fine II - inizi del III secolo), studioso ed educatore;
- Commodiano (III secolo), poeta;
- Lucio Cecilio Firmiano Lattanzio (240 – 320), retore, apologista cristiano e precettore;
- Ammiano Marcellino (325/330 – after 391), militare, ufficiale imperiale e storico;
- Claudio Claudiano (IV secolo), poeta di corte;
- Gaio Giulio Solino (III o IV secolo), scrittore, enciclopedista;
- Nonio Marcello (III o IV secolo), scrittore;
- Marco Aurelio Olimpio Nemesiano (attorno al 283), poeta;
- Aquila Romano (III secolo), retore;
- Eumenio of Autun (III secolo), educatore;
- Elio Festo Aftonio (III o IV secolo), grammatico;
- Calcidio (IV secolo), traduttore e commentatore;
- Gaio Mario Vittorino (IV secolo), filosofo, convertitosi in tarda età al Cristianesimo, apologista;
- Arnobio di Sicca (IV secolo), retore, convertitosi in tarda età al Cristianesimo, apologista;
- Nazario (IV secolo), retorico, educatore;
- Gaio Giulio Vittore (IV secolo), retore;
- Gaio Vettio Aquilino Giovenco (IV secolo), poeta cristiano;
- Nonio Marcello (fine III - inizi del IV secolo), grammatico, lessicografo;
- Giulio Firmico Materno (IV secolo), scrittore, convertitosi al Cristianesimo;
- Elio Donato (IV secolo), grammatico, retore ed educatore;
- San Palladio (408/431 – 457/461), santo e primo vescovo irlandese;
- Sesto Aurelio Vittore (ca. 320 – 390), ufficiale imperiale e storico;
- Eutropio (IV secolo), ufficiale imperiale e storico;
- Emilio Magno Arborio (IV secolo), poeta, educatore ed amico della famiglia impariale;
- Decimo Magno Ausonio (ca. 310 – 395), poeta, retore, precettore, ufficiale ed amico della famiglia imperiale,
- Claudio Mamertino (IV secolo), ufficiale imperiale, panegirista;
- Ilario di Poitiers (IV secolo), teologo cristiano, vescovo di Poitiers e santo;
- Ambrogio da Milano (337/340 – 397), teologo cristiano, vescovo di Mediolanum e santo;
- Lucifero di Cagliari (d. 370/371), teologo cristiano, vescovo di Sardegna;
- Priscilliano (d. 385), teologo, prima persona ad essere messa a morte per eresia;
- Flavio Sosipatro Carisio (IV secolo), grammatico;
- Diomede Grammatico (IV secolo), grammatico;
- Postumio Rufio Festo Avienio (IV secolo), ufficiale imperiale, poeta e traduttore;
- Prisciano (attorno al 500), grammatico.